# Suzy (attrice)
Bae Suzy, nota semplicemente come Suzy (배수지?, 裵秀智?, Bae Su-jiLR, Pae Su-chiMR; Gwangju, 10 ottobre 1994), è una cantante e attrice sudcoreana.
Ha esordito nel 2010 nel quartetto miss A, di cui ha fatto parte fino allo scioglimento nel 2017. Parallelamente si è dedicata alla recitazione, facendo il suo debutto sul piccolo schermo come protagonista della serie musicale Dream High e diventando una delle star più richieste dall'industria sudcoreana dell'intrattenimento grazie al successo del film Geonchukhakgaeron nel 2012. Come solista, ha pubblicato due EP e diversi singoli, partecipando altresì alle colonne sonore delle serie TV in cui ha recitato.

## Biografia

### Infanzia
Suzy è nata a Gwangju, in Corea del Sud, il 10 ottobre 1994, secondogenita di Bae Wan-yeong, ex-allenatore della nazionale coreana giovanile di taekwondo, e Jeong Hyeon-suk. Ha un fratello minore, Sang-moon, e una sorella maggiore.
Ha frequentato le scuole elementari e medie nella sua città natale, poi ha studiato alla Seoul Arts High School, dalla quale si è diplomata nel febbraio 2013. Da adolescente ha lavorato come modella per i cataloghi di shopping online e ha fatto parte di un gruppo di ballerini di strada per mostrare ai suoi genitori che aveva seriamente intenzione di diventare un'idol. Nel 2009, si è presentata a un provino per il talent show Superstar K ed è riuscita a passare il turno preliminare, ma è stata infine eliminata: tuttavia, ha catturato l'attenzione di un talent scout della JYP Entertainment, che l'ha scritturata dopo averle fatto cantare un estratto di Love di Younha.

### 2010-2012: debutto con le miss A

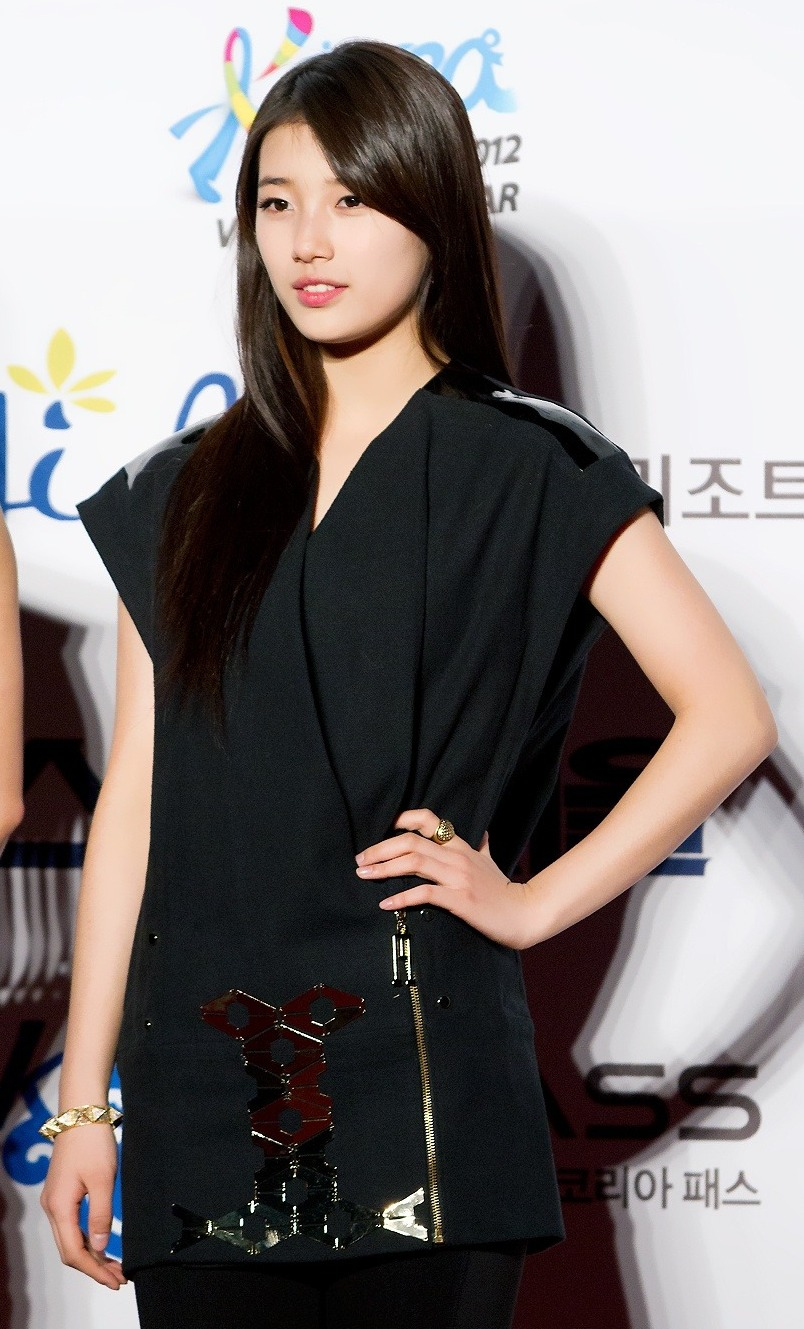
Suzy ai Seoul Music Award, 19 gennaio 2012.

Nel 2010 Suzy è entrata nel quartetto delle miss A con Fei, Jia e Min. Insieme hanno iniziato a lavorare in Cina, eseguendo per la Samsung Electronics la canzone Love Again. Hanno debuttato ufficialmente a luglio con il brano Bad Girl Good Girl tratto dal primo singolo Bad but Good. Da ottobre 2010 a ottobre 2011 ha presentato il programma Show! Eum-ak jungsim, dopodiché è entrata nel cast della seconda edizione del reality show Cheongchun bulpae. Intanto le è stato proposto di debuttare come attrice nella serie televisiva Dream High: non avendo mai pensato di cimentarsi con la recitazione e mancando di preparazione, inizialmente ha rifiutato, ma in seguito, spinta dalla propria agenzia, ha accettato. Ha interpretato la protagonista Go Hye-mi, una ragazza scontrosa che, per pagare i debiti di un padre assente, si vede costretta a studiare per diventare un'idol. Suzy è stata criticata dagli spettatori per le sue scarse capacità di attrice, ma ha ricevuto un KBS Drama Award come miglior esordiente. In seguito ha fatto un breve cameo in Dream High 2 insieme alle altre miss A.
Il 22 marzo 2012 ha debuttato sul grande schermo interpretando Yang Seo-yeon da giovane nel film Geonchukhakgaeron, grazie al quale ha guadagnato un ampio seguito di fan. Il film è stato uno dei più visti nel primo trimestre del 2012 e le ha permesso di ottenere il premio come miglior esordiente ai quarantottesimi Baeksang Arts Award, rendendola la prima donna ad aggiudicarsi il riconoscimento di astro nascente in tutti e tre i campi dell'intrattenimento: musica (vincendolo con le miss A), televisione e cinema. Nel corso dell'anno, ha presentato anche la trasmissione M! Countdown e ha fatto un cameo come aspirante attrice nella serie Seonnyeoga pir-yohae, mentre ha ricoperto un ruolo più ampio nel drama Big. Il 22 dicembre 2012, ha vinto il premio come miglior esordiente in un varietà ai KBS Entertainment Award, da lei co-presentati, per la sua partecipazione a Cheongchun bulpae.

### 2013-2017: successo ed esordio da solista

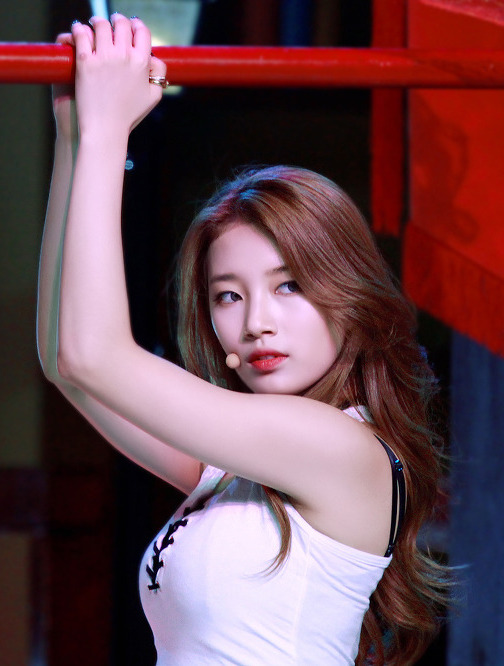
Suzy si esibisce in Hush con le miss A, 16 dicembre 2013.

Nel 2013 ha continuato a recitare in televisione apparendo in Guga-ui seo, dove ha interpretato la protagonista femminile Dam Yeo-wool, un'esperta di arti marziali: la parte le ha permesso di mostrare una recitazione più matura che è stata apprezzata dal pubblico. Ha narrato inoltre l'introduzione di I Won't Do Bad Things, singolo realizzato dai B1A4 per la pubblicità delle uniformi Smart. L'anno successivo, è apparsa come guest star nel drama Byeor-eseo on geudae su richiesta dell'attore Kim Soo-hyun, sua co-star in Dream High, mentre a giugno è entrata nel cast del film cinematografico Dorihwaga, dove ha interpretato la protagonista Jin Chae-seon, la prima cantante di pansori; ha scelto il ruolo perché le difficoltà della ragazza per realizzare il suo sogno le hanno ricordato le proprie nonostante il diverso contesto storico. Alle riprese, che sono durate da settembre 2014 a gennaio 2015, è arrivata dopo essersi esercitata per quasi un anno nel pansori; tuttavia, la sua esecuzione canora poco rifinita è stata citata tra le cause del poco successo della pellicola presso critica e pubblico. Dopo oltre un anno di assenza dalla scena musicale, il 30 marzo 2015 le miss A hanno pubblicato l'EP Colors, per cui Suzy ha scritto il testo di I Caught Ya. Il successivo 25 luglio è uscita la ballata Why Am I Like This, registrata per la colonna sonora della serie Neoreul saranghan sigan.
Il suo primo singolo come artista principale è stato Dream con Byun Baek-hyun degli Exo, uscito il 7 gennaio 2016, che ha raggiunto la prima posizione sulla Gaon Chart e ha vinto il premio di Miglior collaborazione agli Mnet Asian Music Award. Nel 2016 Suzy è stata poi impegnata con il drama Hamburo aeteuthage, nel quale ha dato il volto alla protagonista No Eul, una produttrice di documentari; per la serie ha cantato due brani della colonna sonora, tra cui When It's Good, prima canzone da lei composta. A novembre ha girato un cameo nel film Real e ottenuto la parte della protagonista, una ragazza che vede il futuro tramite i sogni, nella serie Dangsin-i jamdeun sa-i-e. La sua performance le ha valso le lodi della critica e del pubblico, e l'ha portata a vincere il Premio all'alta eccellenza agli SBS Drama Award. Il 15 gennaio 2017 è partito su Internet il suo primo reality show, Off the REC. Suzy, in vista del suo debutto come cantante solista il 24 gennaio con l'EP Yes? No?: per il disco, trainato dalla title track Yes No Maybe e anticipato il 17 gennaio dal singolo Pretend, ha scritto il testo di due delle sei tracce, Les Préférences e Question Mark. Pretend ha raggiunto la cima delle otto classifiche musicali sudcoreane in tempo reale in sei ore e si è classificato in seconda posizione sulla Gaon Chart nazionale, così come l'EP, mentre Yes No Maybe è stata diciannovesima. Il 28 febbraio ha pubblicato la sua seconda collaborazione, Don't Wait For Your Love con il cantante indie Park Won, che ha scritto il duetto con in mente la voce di Suzy, considerandola chiara e adatta a trasmettere le emozioni del testo. A novembre ha registrato Because I Love You per l'album tributo a Yoo Jae-ha Yoo Jae-ha, 30 Years Forever As We Are.

### 2018-oggi: dopo le miss A

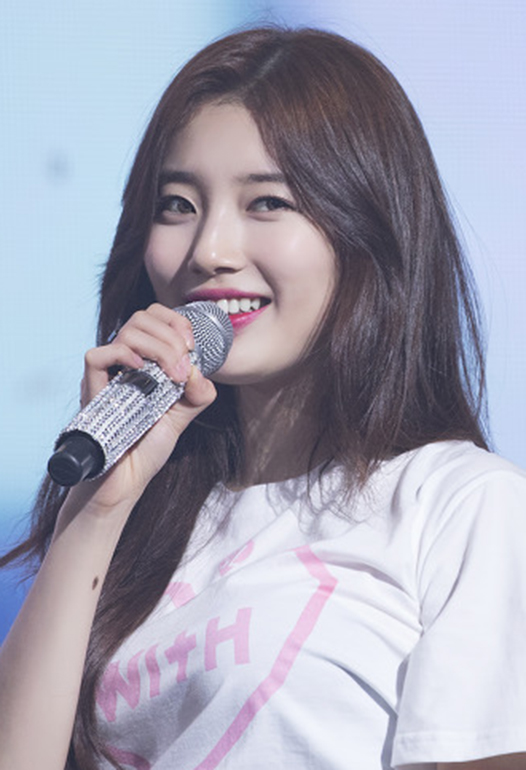
Suzy durante un incontro con i fan a Seul, 7 luglio 2018.

In seguito allo scioglimento delle miss A il 26 dicembre 2017, Suzy ha pubblicato il suo secondo EP solista Faces of Love il 29 gennaio 2018: il disco è stato trainato dalla title track Holiday e preceduto il 22 gennaio dall'uscita del singolo I'm In Love With Someone Else. Una delle canzoni, Midnight, è stata in seguito oggetto di collaborazione con il pianista Yiruma ed è uscita come singolo il 9 marzo. Tra maggio e luglio è stata impegnata con quattro incontri con i suoi fan a Taipei, Hong Kong, Bangkok e Seul, mentre a giugno ha iniziato le riprese del drama di spionaggio Vagabond, per il quale è tornata a lavorare con l'attore Lee Seung-gi, sua co-star in Guga-ui seo. È entrata inoltre nel cast del film Ashfall - The Final Countdown nel ruolo minore della moglie incinta del personaggio di Ha Jung-woo. Entrambe le opere sono uscite nel 2019, anno in cui ha lasciato la JYP Entertainment alla scadenza del proprio contratto, e ha firmato con Management Soop.
Il suo ruolo televisivo successivo è stato quello dell'imprenditrice Seo Dal-mi, protagonista femminile di Start-Up, in cui ha recitato accanto a Nam Joo-hyuk. Il 4 settembre 2020 è uscito su KakaoTV il cortometraggio Nae mulgeon-i neo-ui jib-e nam-a-itdamyeon he-eojin ge anida, scritto dal regista Kim Ji-woon basandosi su un romanzo che Suzy stava scrivendo in segreto. Festeggiando il decimo anniversario della sua carriera, il 23 gennaio 2021 ha tenuto il concerto online Suzy: A Tempo, durante il quale ha eseguito l'inedito Oh, Lover, da lei scritto e composto.
Nel 2022 è stata la protagonista della serie di Coupang Play Anna, la cui interpretazione le ha valso il plauso di critica e pubblico e la statuetta di miglior attrice ai Blue Dragon Series Award, ai Director's Cut Award e ai Seoul International Drama Award. È anche tornata alla musica per la prima volta dopo quattro anni pubblicando due singoli prodotti da Kang Hyun-min e da lei co-scritti: Satellite a febbraio e Cape a ottobre. Nel 2023 è stata impegnata con la serie Netflix Doona! nel ruolo del personaggio titolare, un'idol ritiratasi dalle scene, ed è stata scritturata nella nuova fiction di Kim Eun-sook I desideri del genio, in cui tornerà a recitare con Kim Woo-bin dopo Hamburo aeteuthage del 2016. Il 2024 l'ha vista invece attiva al cinema: è apparsa nella pellicola fantascientifica Wonderland di Kim Tae-yong ed è entrata nel cast dello slice of life Sir-yeondanghan saramdeur-eul wihan ilgop si jochanmo-im, adattamento del romanzo omonimo pubblicato da Baek Young-ok nel 2017, mentre televisivamente ha partecipato al reality show su viaggi e musica Naraneun gasu. Il 17 febbraio 2025 ha pubblicato il suo primo singolo in tre anni, Come Back; successivamente ha partecipato alla colonna sonora del film Disney Biancaneve incidendo la versione in coreano di Waiting on a Wish.

## Immagine pubblica
Dopo essere entrata nel mondo della recitazione, Suzy è diventata una delle star sudcoreane più in voga, e grazie al successo di Geonchukhakgaeron nel 2012 le è stato conferito il soprannome di "primo amore della nazione" (국민 첫사랑?, Gungmin cheotsarangLR) grazie al fascino innocente del suo personaggio. Nel corso degli anni ha parlato spesso dell'onore di portare un simile appellativo, ma anche del fardello che esso ha comportato, definendolo "un muro da scavalcare" che le ha impedito di essere pienamente se stessa e di mostrare anche la sua sensualità. Nel 2018 ha dichiarato: "Pensavo che la gente sarebbe stata delusa se avessi mostrato parti diverse di me. Ma ho anche un lato sexy, e a volte mi trasformo in una donna innocente e femminile. Piuttosto che provare a soddisfare le aspettative del pubblico, adesso accetto queste trasformazioni".

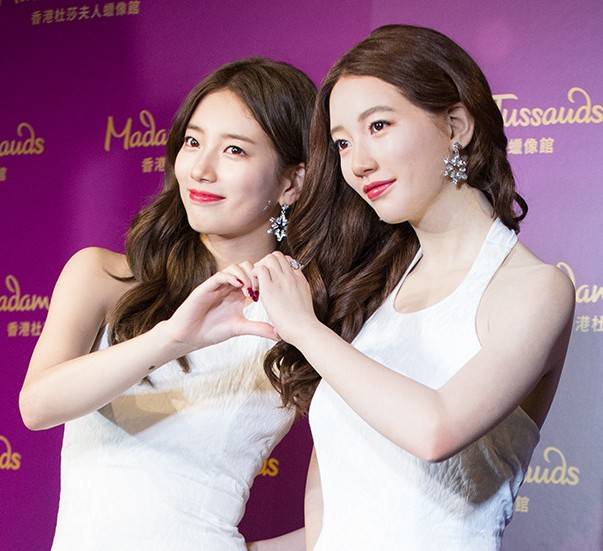
Suzy il giorno dell'inaugurazione della sua statua di cera presso Madame Tussauds Hong Kong.

Suzy è una testimonial molto richiesta, ed è stata spesso definita la "regina delle pubblicità". Nel 2012 ha firmato quindici contratti per un valore stimato di 7,5 miliardi di won; ad aprile 2013 sono saliti a ventidue, facendole incassare circa 10 miliardi di won. Grazie al suo cosiddetto "Suzy power", ha contribuito ad accrescere i guadagni delle compagnie che ha sponsorizzato rafforzando le vendite dei loro prodotti. Nel corso della sua carriera è stata modella di make-up, profumi, macchine fotografiche, cellulari, videogiochi, accessori, gioielli, vestiti, scarpe e prodotti alimentari, oltre al servizio postale nazionale, all'organizzazione del turismo e al parco acquatico Caribbean Bay, ed è stata la prima sponsor di una marca di zucchero in Corea del Sud. I marchi per i quali ha lavorato le hanno talvolta dedicato dei prodotti recanti il suo nome: un profumo di The Face Shop, delle lenti a contatto di Clalen, una linea di jeans Guess? dal nome "Suzy Denim" (수지 데님?, Suji denimLR), e due rossetti di Lancôme. Per la linea di accessori del marchio Beanpole ha disegnato la Bonnie Bag nell'autunno 2015. Nel 2023 è stata scelta per promuovere gli hanbok nel mondo, collaborando con sei case di moda alla realizzazione dei capi da indossare durante la campagna, sponsorizzata dal Ministero della cultura, dello sport e del turismo insieme al Korea Craft and Design Culture Promotion Institute. Nel novembre 2024 è diventata ambasciatrice globale di Céline.
Nella classifica delle quaranta celebrità sudcoreane più influenti del 2014 stilata da Forbes Korea, Suzy è apparsa al terzo posto. È stata la prima donna coreana ad avere una statua di cera presso Madame Tussauds, inaugurata nella sede di Hong Kong il 13 settembre 2016.
Scrivendo per la rivista Ize, la giornalista Kim Na-ra ha definito Suzy, Im Yoon-a e IU la troika di intrattenitrici a tutto tondo più richiesta degli anni 2020 nei campi della televisione, del cinema e delle pubblicità in Corea del Sud, identificandole come succeditrici di Kim Tae-hee, Song Hye-kyo e Jun Ji-hyun.

## Filantropia
Molto attiva nell'ambito della beneficenza, nell'aprile 2014 ha donato 50 milioni di won alla Life Share Association di Gwangju per i familiari delle vittime del naufragio del Sewol. Quello stesso anno si è registrata come donatrice di organi e tessuti. Nel 2015 è diventata il 791º membro della Honor Society, che riunisce coloro che hanno donato almeno 100 milioni di won al Community Chest of Korea: Suzy ha prevalentemente destinato i suoi contributi alla ricerca sulle malattie incurabili come la leucemia.
Nel 2016 ha donato 10 milioni per le famiglie con basso reddito della sua città natale, Gwangju, mentre nel 2017 100 milioni per coprire le spese di cura dei pazienti del Life Sharing Practice Headquarters. In occasione del suo compleanno, il 10 ottobre 2018 ha devoluto 100 milioni di won alla stessa organizzazione per la cura di cancro e leucemia infantili, una donazione ripetuta anche nei due anni successivi.
Nel 2019 ha destinato 100 milioni di won alla Hope Bridge National Disaster Relief Association per aiutare le vittime degli incendi nella provincia di Gangwon. L'anno successivo ha donato la stessa cifra per prevenire la diffusione del COVID-19 e per aiutare le zone colpite dalle piogge torrenziali estive. A settembre 2020 ha elargito 50 milioni di won alla campagna Dreams of Eunbyul per la sponsorizzazione dei bambini provenienti da famiglie con basso reddito.
In occasione della Giornata mondiale dell'infanzia in Corea del Sud il 5 maggio 2021, ha destinato 100 milioni di won alla Happiness Sharing Association per gli orfani; la medesima cifra è stata donata alla Life Sharing Practice Headquarters due mesi dopo per finanziare la cardiochirurgia nei neonati prematuri. A novembre il comitato dell'organizzazione le ha conferito un "gran premio" per aver donato 500 milioni di won alla Life Sharing Practice Headquarters in cinque anni.
Nel 2022 ha donato 100 milioni alla Hope Bridge Disaster Relief Association sia per le vittime degli incendi nelle province del Gyeongsang Settentrionale e del Gangwon, sia per quelle delle alluvioni di agosto. Un'elargizione di pari importo è stata fatta all'UNICEF per il terremoto in Turchia e Siria del 2023, e sempre alla Hope Bridge Disaster Relief Association per le vittime dell'alluvione che ha colpito la Corea del Sud a luglio 2023 e per le vittime degli incendi boschivi del marzo 2025.

## Discografia

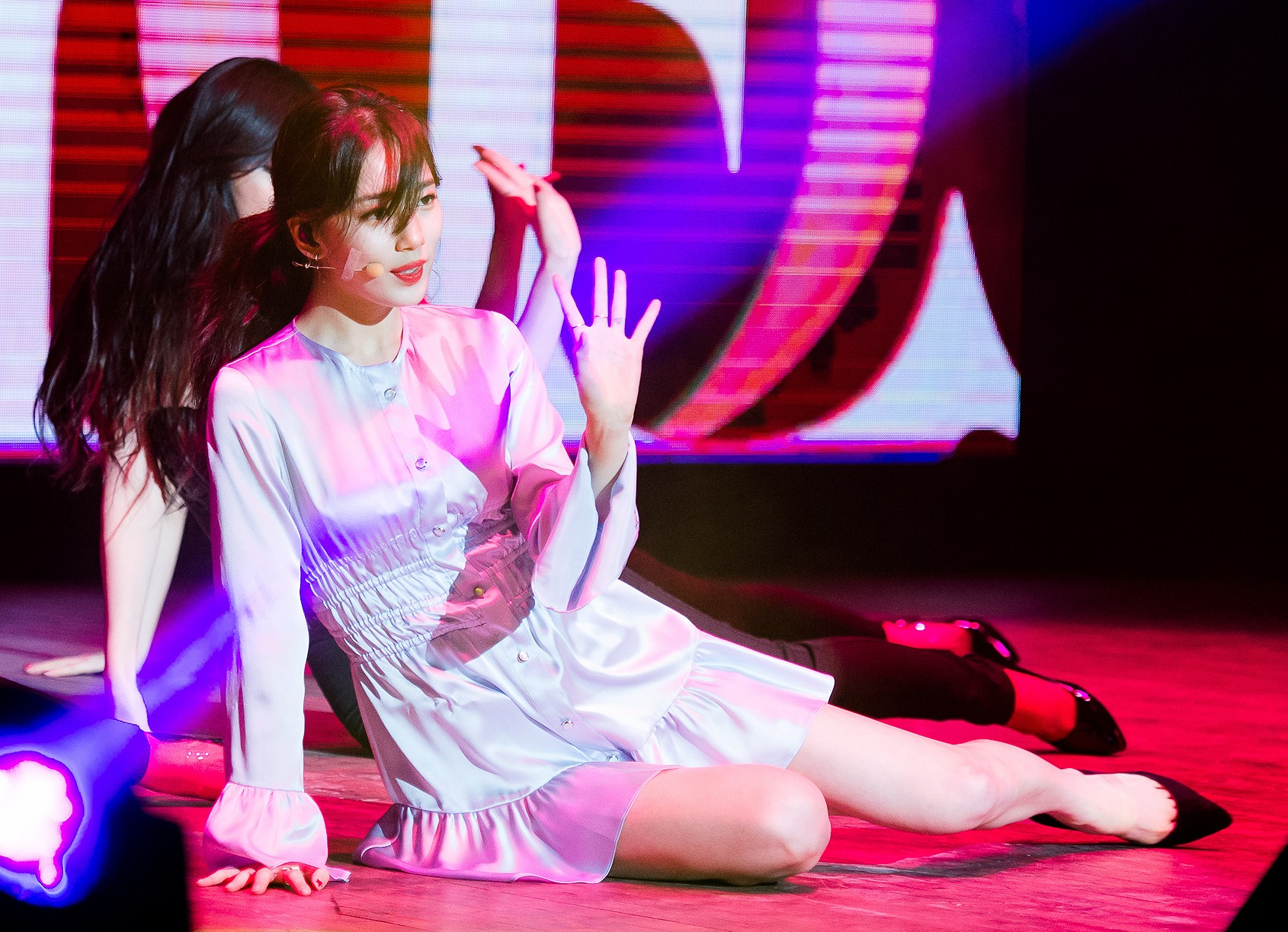
Suzy durante lo showcase di Yes? No?, 25 gennaio 2017.

### EP
- 2017 – Yes? No?
- 2018 – Faces of Love

### Singoli
- 2017 – Pretend
- 2018 – I'm in Love with Someone Else
- 2018 – Midnight (feat. Yiruma)
- 2022 – Satellite
- 2022 – Cape
- 2025 – Come Back

### Collaborazioni
- 2012 – Before This Song Ends (con i JJ Project)
- 2012 – Classic (con Ok Taec-yeon e Jang Woo-young)
- 2014 – Farewell Under the Sun (con Bernard Park)
- 2015 – Together in Love (con Show Luo)
- 2016 – Dream (con Byun Baek-hyun)
- 2017 – Don't Wait For Your Love (con Park Won)
- 2019 – Out of Breath (con Babylon)
- 2022 – Because of You (con Kang Seung-won)

### Colonne sonore
- 2011 – Winter Child (Dream High)
- 2011 – Dream High (Dream High – con Ok Taec-yeon, Jang Woo-young, Kim Soo-hyun e JOO)
- 2011 – So Many Tears (Nado, kkot!)
- 2012 – You're My Star (Dream High 2)
- 2012 – I Still Love You (Big)
- 2013 – Don't Forget Me (Guga-ui seo)
- 2015 – Why Am I Like This (Neoreul saranghan sigan)
- 2016 – Ring My Bell (Hamburo aeteuthage)
- 2016 – When It's Good (Hamburo aeteuthage)
- 2017 – I Love You Boy (Dangsin-i jamdeun sa-i-e)
- 2017 – Words I Want To Hear (Dangsin-i jamdeun sa-i-e)
- 2020 – My Dear Love (Start-Up)
- 2022 – Inevitable (Avvocata Woo)
- 2023 – R.U.N (R U Next?)
- 2023 – Ordinary Days (Doona!)
- 2023 – Undercover (Doona!)
- 2025 – Waiting on a Wish (versione coreana, Biancaneve)
- 2025 – Dream High (Show Musical Dream High – con D.O. e Jeong Dong-won, feat. Im Se-jun e Yoon Seo-bin)

### Brani scritti
- 2015 – I Caught Ya (testo) delle miss A (in Colors)
- 2016 – When It's Good (testo e musica) di se stessa (in Hamburo aeteuthage OST)
- 2017 – Les Préférences (testo) di se stessa (in Yes? No?)
- 2017 – Question Mark (testo e musica) di se stessa (in Yes? No?)
- 2018 – Sober (testo) di se stessa (in Faces of Love)
- 2018 – Bxatxh (testo e musica) di se stessa (in Faces of Love)
- 2018 – Sleeplessness (testo) di se stessa (in Faces of Love)
- 2022 – Satellite (testo) di se stessa

## Filmografia

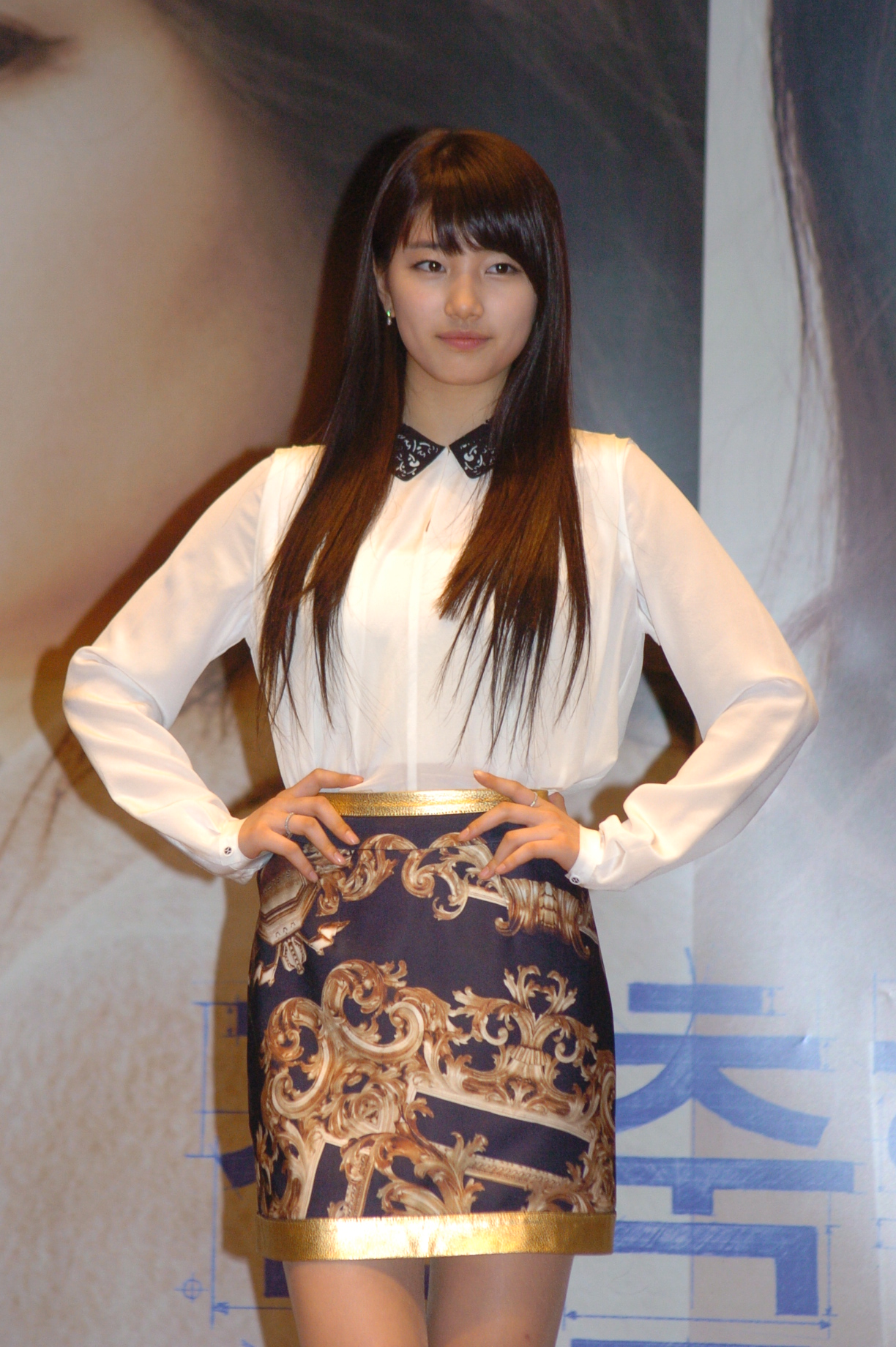
Suzy alla presentazione di Geonchukhakgaeron nel febbraio 2012.

### Cinema
- Geonchukhakgaeron (건축학개론?), regia di Lee Yong-joo (2012)
- Dorihwaga (도리화가?), regia di Lee Jong-pil (2015)
- Real (리얼?, Ri-eolLR), regia di Lee Sa-rang (2017) – cameo
- Ashfall - The Final Countdown (백두산?, BaekdusanLR), regia di Lee Hae-joon e Kim Byung-seo (2019)
- Wonderland (원더랜드?, WondeoraendeuLR), regia di Kim Tae-yong (2024)

### Televisione
- Dream High (드림하이?, Deurim ha-iLR) – serie TV, 16 episodi (2011)
- Human Casino (휴먼 카지노?, Hyumeon kajinoLR), regia di Kim Sung-yoon – film TV (2011)
- Dream High 2 (드림하이 2?, Deurim ha-i 2LR) – serie TV, episodio 15 (2012)
- Seonnyeoga pir-yohae (선녀가 필요해?) – serie TV (2012)
- Big (빅?, BikLR) – serie TV, 14 episodi (2012)
- Guga-ui seo (구가의 서?) – serie TV, 22 episodi (2013)
- Byeor-eseo on geudae (별에서 온 그대?) – serie TV, episodio 17 (2014)
- Hamburo aeteuthage (함부로 애틋하게?) – serie TV, 20 episodi (2016)
- Dangsin-i jamdeun sa-i-e (당신이 잠든 사이에?) – serie TV, 32 episodi (2017)
- Vagabond (배가본드?, BaegabondeuLR) – serie TV, 16 episodi (2019)
- Start-Up (스타트업?, Seutateu-eopLR) – serie TV, 16 episodi (2020)
- Nae mulgeon-i neo-ui jib-e nam-a-itdamyeon he-eojin ge anida (내 물건이 너의 집에 남아있다면 헤어진 게 아니다?), regia di Kim Ji-woon – cortometraggio (2020)
- Anna (안나?) – serie TV, 6 episodi (2022)
- Doona! (이두나!?, I Du-na!LR) – serie TV, 9 episodi (2023)

## Videografia
- 2010 – This Christmas (con gli altri artisti della JYP Entertainment)
- 2012 – Classic (feat. Ok Taec-yeon e Jang Woo-young)
- 2015 – Together in Love (feat. Show Luo)
- 2016 – Dream (feat. Byun Baek-hyun)
- 2017 – Yes No Maybe
- 2017 – Don't Wait For Your Love (feat. Park Won)
- 2018 – I'm In Love With Someone Else
- 2018 – Holiday (feat. DPR Live)
- 2018 – Sober
- 2018 – Midnight (with Yiruma)
- 2022 – Satellite
- 2022 – Cape

Oltre che nei videoclip delle miss A e nei propri, Suzy è apparsa anche nei seguenti video musicali:
- 2011 – Pretty But Hateful, videoclip del brano di Son Ho-young[136]
- 2018 – First Love, videoclip del brano di Epitone Project[137]
- 2022 – Celeb, videoclip del brano di Psy

## Riconoscimenti
Suzy è stata la prima donna ad aggiudicarsi il riconoscimento come miglior esordiente in tutte e tre le categorie per le quali è previsto – musica (con il suo gruppo, le miss A), televisione e cinema – in Corea del Sud, e la più giovane aggiudicataria di uno Style Icon Award.

## Doppiatrici italiane
Nelle versioni in italiano delle opere in cui ha recitato, Suzy è stata doppiata da:
- Giuliana Atepi in Dream High[139]
- Chiara Oliviero in Ashfall - The Final Countdown[140]
- Mariagrazia Cerullo in Doona![141]